# Marie-Alice Théard
Marie-Alice Théard, née le 3 août 1948 est une écrivaine haïtienne. Elle a reçu le prix de la rédactrice en chef de l'année de l'Association internationale des écrivains. 

## Biographie

### Enfance et parcours académique
Marie-Alice Théard naît le 3 août 1948 à Port-au-Prince. Son père, Dumont Théard est un pharmacien emprisonné sous le régime Duvalier, et d'autres parents ont été emprisonnés ou exécutés. Elle fréquente l'école primaire Saint-François-d'Assise et le lycée Philippe Guerrier, tous deux aux Cayes. Elle poursuit ses études à la Christ the King Secretarial School, puis étudie la gestion hôtelière à l'université La Salle à Chicago et l'histoire de l'art et l'esthétique à l'Institut français en Haïti à Port-au-Prince. Théard  étudie les relations publiques et l'étiquette et est docteure en histoire de l’art.

### Carrière
Depuis 1983, elle dirige une galerie d’art et est animatrice et conservatrice du Festival des Arts de Port-au-Prince, qu'elle contribue à mettre sur pied. Elle dirige également des séminaires de formation sur les relations publiques et l'étiquette et anime une émission télévisée culturelle hebdomadaire Kiskeya, l'île mystérieuse,. Elle est membre de l’Association internationale des écrivains (IWA), de l’Académie Trinacria et de l’Association internationale des critiques d’art (AICA). Elle a aussi animé la rubrique régulière « L’Art est difficile » au quotidien Le Matin.
Marie Alice a terminé cinq des sept volumes de la série Petites histoires insolites, qui comprend des pensées, des essais, des poèmes et des nouvelles. 
Elle a épousé l'écrivain Jacques Ravix, et le couple a trois enfants.

## Distinctions
- 1999 :  Prix de la rédactrice en chef de l'année de l'Association internationale des écrivains.
- 2000 : Femme de l'année de l'American Biographical Institute[1],[2].
- 2001 : Femme de l'année Élue de l'American Biographical Institute.
- 2003 : Prix de l’activiste littéraire[4].

## Publications
- Cri du Cœur., poésie (1987).
- Au pays du soleil bleu, poésie (1997)
- Au pays des doubles, poèmes et réflexions, poésie et pensées (2000)
- Le temps, paroles à dire, récits, essais critiques et poèmes, poésie et essais (2007)
- Star, roman biographique (2016)
- Zéro tolérance, récit véridique, 2012 (ISBN 978-1-4637-8450-8 et 1-4637-8450-3, OCLC 828264285, lire en ligne).
- Petites histoires insolites, Editions Théard, [2000?-2006] (ISBN 99935-608-0-4, 978-99935-608-0-7 et 99935-608-2-0, OCLC 47281154, lire en ligne).
- Présence féminine dans l'art haïtien, 2013 (ISBN 978-99935-7-437-8 et 99935-7-437-6, OCLC 921893114, lire en ligne).

## Liens
- Ressource relative à la littérature :   - Île en île
- Notices d'autorité :   - VIAF
  - ISNI
  - BnF (données)
  - IdRef
  - LCCN
  - GND
  - WorldCat